# エリウド・キプチョゲ
エリウド・キプチョゲ（Eliud Kipchoge、1984年11月5日 - ）は、ケニアの陸上競技選手。
オリンピックの5000メートル競走ではアテネ五輪で銅メダルを、北京五輪で銀メダルを獲得し、マラソンでは、リオ五輪と東京五輪で金メダルを獲得した。30km競走（ロード）の現世界記録保持者。「マラソン界の絶対王者」と言われる実績を持つ。

## 経歴
1984年11月5日ケニアのナンディ地区カプシシイワにて生まれた。高校卒業後にパトリック・サングコーチに見出され、陸上競技を始めた。キプチョゲはサングコーチに師事し続け、現在も休日に自宅で妻や子供たちと過ごす以外はケニアグローバルスポーツトレーニングキャンプで多くの選手達と共同生活を続けている。2019年にはBBCのWorld Sport Star of the Yearに選出された。2023年アストゥリアス皇太子賞スポーツ部門受賞。

### クロスカントリー・トラック競技
2003年3月、世界クロスカントリー選手権大会ジュニアレースで優勝し、注目を集めるようになった。2003年8月、世界陸上の5000mで、18歳にして当時1500m戦線で無敵を誇り、同大会の同種目4連覇を達成していたモロッコのヒシャム・エルゲルージを100分の4秒差の大会新で下し大会記録で優勝。。2006年12月、10kmロードでエチオピアのハイレ・ゲブレセラシェの世界記録を破り、26分54秒の世界新記録を樹立した。2008年、北京オリンピックの5,000mで銀メダルを獲得した。2010年5月、IAAFダイヤモンドリーグカタールスーパーグランプリの5,000mで大会記録となる12分51秒21を記録した。

### マラソンキャリア
2012年よりマラソン競技に転向、初マラソンとなる2013年ハンブルクマラソンで大会新記録となる2時間5分30秒で優勝すると、同年9月のベルリンマラソンではウィルソン・キプサング・キプロティチと終盤まで優勝争いを展開。このレースでは当時の世界記録を出したキプサングに敗北し2位となったが、マラソン2度目にして2時間04分05秒、世界歴代4位（当時）の好タイムを叩き出した。
2014年ロッテルダムマラソン・シカゴマラソンの2レースを制し、ワールドマラソンメジャーズシリーズで初の優勝レースを経験。
2015年にはロンドンマラソンに初出場。このレースでは、前述のキプサング、後述のキメットという前世界記録保持者と現世界記録保持者の対決に注目が集まっていたが、キプチョゲは淡々と先頭でレースを進め、終盤先頭から脱落したキメットに代わってキプサングとの一騎討ちを演じると、残り1キロを切った所でスパートし、キプサングを5秒差で振り切り初優勝を果たした。同年には2大会ぶりにベルリンマラソンに出走。このレースでは序盤でインソールがシューズの外に飛び出すトラブルに見舞われながらも、2時間04分00秒の自己ベストで優勝した。
2016年、再びロンドンマラソンに出走し、デニス・キプルト・キメットの世界記録に8秒に迫る世界歴代2位（当時）のタイムを記録し連覇。同年開催のリオ五輪でもロングスパートで初の五輪タイトルを勝ち取った。
以降もワールドマラソンメジャーズシリーズで連戦に連勝を重ね、2022年現在17戦15勝、2020年のロンドンマラソンで7年ぶりの敗北を喫するまで10連勝の戦績を残している。
2021年には東京五輪に出場し優勝。五輪連覇を果たす。
2022年の東京マラソンに出走し、大会記録を1分以上縮める2時間2分40秒で優勝。
2024年のパリ五輪でマラソン史上初の3連覇を目指したが、20km前後で遅れ始めて完全に優勝争いから脱落し、30km過ぎでマラソンキャリア初の途中棄権となった。レース後、キプチョゲはこのパリ大会を最後に五輪から退く意向を示唆した。

### マラソン世界最速記録（非公認）
2017年5月6日、イタリアのモンツァ・サーキットにて行われた、スポーツ用品ナイキ企画の「ブレーキング2」にゼルセナイ・タデッセ、レリサ・デシサと共に参加。キプチョゲは、当時の男子マラソン最高記録（2時間02分57秒）を上回る2時間00分25秒を記録し、史上最速でマラソンを走った選手となった。しかしこの企画は特別な環境下で実施されたものであったため、記録は国際陸上競技連盟が認めたものではなく、非公認記録である。この企画はナショナルジオグラフィックチャンネルのドキュメンタリー番組として放送された。

### 公認世界最高記録
2018年のベルリンマラソンにて従来の世界記録を1分強も縮める2時間01分39秒と言う世界新記録を叩き出して2連覇を達成。このレースでは、30kmまでのはずが25kmでペースメーカーが全員脱落、キプチョゲがペースメーカーを置き去りにする形でレースが進んだ。特に最後の2.195kmは、5km換算で13分55秒ペースのスプリットを刻み、フィニッシュ後も喜びを爆発させてコーチの下に駆け寄る余力まで見せた。これにより、初めて2時間1分台に突入した選手となった。
2022年の同大会で自身の記録を更に30秒更新する2時間1分09秒の世界新記録で4度目の優勝。

### 再びマラソン世界最速記録（非公認）、人類初のフルマラソン2時間切り
2019年10月12日、ウィーンで行われたINEOS社主催の特別レース「イネオス1:59チャレンジ」に出場し、1時間59分40秒というタイムを記録した。今回のレースは国際陸連が非公認のため、世界記録には認定されなかったものの、これによって人類史上初めてフルマラソン2時間切りを達成した選手となった。

## キプチョゲの非公認マラソン世界最高記録
- 1時間59分40秒：2019年10月12日 ウィーン特設コース

|            | 5km   | 10km  | 15km  | 20km  | ハーフ | 25km    | 30km    | 35km    | 40km    | ゴール  |
| ---------- | ----- | ----- | ----- | ----- | ------ | ------- | ------- | ------- | ------- | ------- |
| タイム     | 14:10 | 28:20 | 42:34 | 56:47 | 59:52  | 1:10:59 | 1:25:11 | 1:39:23 | 1:53:35 | 1:59:40 |
| スプリット | 14:10 | 14:10 | 14:14 | 14:13 |        | 14:12   | 14:12   | 14:12   | 14:12   | 6:05    |

## 主な実績
| 年   | 大会                               | 場所                         | 種目  | 結果 | 記録                 |
| ---- | ---------------------------------- | ---------------------------- | ----- | ---- | -------------------- |
| 2003 | 世界陸上選手権                     | パリ（フランス）             | 5000m | 金   | 12:52.79（大会記録） |
| 2003 | IAAFワールドアスレチックファイナル | モンテカルロ（モナコ）       | 5000m | 1位  | 13:23.34             |
| 2004 | オリンピック                       | アテネ（ギリシャ）           | 5000m | 銅   | 13:15.10             |
| 2004 | IAAFワールドアスレチックファイナル | モンテカルロ（モナコ）       | 3000m | 1位  | 7:38.67              |
| 2005 | 世界陸上選手権                     | ヘルシンキ（フィンランド）   | 5000m | 4位  | 13:33.04             |
| 2005 | IAAFワールドアスレチックファイナル | モンテカルロ（モナコ）       | 3000m | 2位  | 7:38.95              |
| 2006 | 世界室内陸上選手権                 | モスクワ（ロシア）           | 3000m | 銅   | 7:42.58              |
| 2006 | IAAFワールドアスレチックファイナル | シュトゥットガルト（ドイツ） | 3000m | 7位  | 7:41.46              |
| 2007 | 世界陸上選手権                     | 大阪（日本）                 | 5000m | 銀   | 13:46.00             |
| 2007 | IAAFワールドアスレチックファイナル | シュトゥットガルト（ドイツ） | 3000m | 6位  | 7:50.93              |
| 2007 | IAAFワールドアスレチックファイナル | シュトゥットガルト（ドイツ） | 5000m | 5位  | 13:40.49             |
| 2008 | オリンピック                       | 北京（中国）                 | 5000m | 銀   | 13:02.80             |
| 2008 | IAAFワールドアスレチックファイナル | シュトゥットガルト（ドイツ） | 5000m | 5位  | 13:24.13             |
| 2009 | 世界陸上選手権                     | ベルリン（ドイツ）           | 5000m | 5位  | 13:18.95             |
| 2009 | IAAFワールドアスレチックファイナル | テッサロニキ（ギリシャ）     | 3000m | 9位  | 8:07.26              |
| 2011 | 世界陸上選手権                     | 大邱（韓国）                 | 5000m | 7位  | 13:27.27             |

## マラソン成績
| 年月    | 大会名                       | タイム   | 順位 | 備考                |
| ------- | ---------------------------- | -------- | ---- | ------------------- |
| 2013.05 | ハンブルクマラソン           | 2:05:30  | 優勝 |                     |
| 2013.09 | ベルリンマラソン             | 2:04:05  | 2位  | 世界歴代4位（当時） |
| 2014.04 | ロッテルダムマラソン         | 2:05:00  | 優勝 |                     |
| 2014.10 | シカゴマラソン               | 2:04:11  | 優勝 |                     |
| 2015.04 | ロンドンマラソン             | 2:04:42  | 優勝 |                     |
| 2015.09 | ベルリンマラソン             | 2:04:00  | 優勝 | 世界歴代6位（当時） |
| 2016.04 | ロンドンマラソン             | 2:03:05  | 優勝 | 世界歴代2位（当時） |
| 2016.08 | リオデジャネイロオリンピック | 2:08:44  | 優勝 |                     |
| 2017.09 | ベルリンマラソン             | 2:03:32  | 優勝 |                     |
| 2018.04 | ロンドンマラソン             | 2:04:17  | 優勝 |                     |
| 2018.09 | ベルリンマラソン             | 2:01:39  | 優勝 | 世界新記録（当時）  |
| 2019.04 | ロンドンマラソン             | 2:02:37  | 優勝 |                     |
| 2020.10 | ロンドンマラソン             | 2:06:49  | 8位  |                     |
| 2021.04 | NNミッションマラソン         | 2:04:30  | 優勝 |                     |
| 2021.08 | 東京オリンピック             | 2:08:38  | 優勝 |                     |
| 2022.03 | 東京マラソン                 | 2:02:40  | 優勝 |                     |
| 2022.09 | ベルリンマラソン             | 2:01:09  | 優勝 | 世界新記録（当時）  |
| 2023.04 | ボストンマラソン             | 2:09:23  | 6位  |                     |
| 2023.09 | ベルリンマラソン             | 2:02:42  | 優勝 |                     |
| 2024.03 | 東京マラソン                 | 2:06:50  | 10位 |                     |
| 2024.08 | パリオリンピック             | 途中棄権 | DNF  |                     |

## 自己ベスト
| 種目           | タイム        | 年月日        | 場所       | 備考        |
| -------------- | ------------- | ------------- | ---------- | ----------- |
| 1500m          | 3分33秒20     | 2004年5月31日 | ヘンゲロー |             |
| 1マイル        | 3分50秒40     | 2004年7月30日 | ロンドン   |             |
| 3000m          | 7分27秒66     | 2011年5月6日  | ドーハ     |             |
| 5000m          | 12分46秒53    | 2004年7月2日  | ローマ     |             |
| 10000m         | 26分49秒02    | 2007年5月26日 | ヘンゲロー |             |
| ハーフマラソン | 59分25秒      | 2012年9月1日  | リール     |             |
| マラソン       | 2時間01分09秒 | 2022年9月25日 | ベルリン   | 世界歴代2位 |

## 走る哲学者
キプチョゲは走る哲学者とも言われる。ニューヨークタイムズでは彼を禅指導者に例えている。IOCのビデオインタビュー では次のように話している。
I want to inspire the world by running and showing the next generation that you can be healthier, you can be fitter when you run. And I want to make this world a running world by actually inspiring all the youth. Over 3 billion people.
私は、走ることで世界にインスピレーションを与え、次の世代に、走ればもっと健康になれる、元気になれるということを示したいと思っています。そして、実際にすべての若者を感動させることで、この世界をランニングワールドにしたいのです。30億人以上の人たちに。